# Ischaemum pappinisseriense
Ischaemum pappinisseriense är en gräsart som beskrevs av Ravi, N.Mohanan och R.Rajesh. Ischaemum pappinisseriense ingår i släktet Ischaemum och familjen gräs. Inga underarter finns listade i Catalogue of Life.